# Chase Priskie
Chase Priskie, född 19 mars 1996, är en amerikansk professionell ishockeyback som är kontrakterad till Florida Panthers i National Hockey League (NHL) och spelar för Charlotte Checkers i American Hockey League (AHL).
Han har tidigare spelat för Springfield Thunderbirds och Syracuse Crunch i AHL; Quinnipiac Bobcats i National Collegiate Athletic Association (NCAA) samt Fargo Force i United States Hockey League (USHL).
Priskie draftades av Washington Capitals i sjätte rundan i 2016 års draft som 177:e spelare totalt.

## Statistik
| 2013–2014   | Selects Academy U18      | USPHL       | 24  | 8  | 18 | 26  | 18 | 3 | 2 | 1 | 3 | 0 |
|             | Fargo Force              | USHL        | 3   | 0  | 1  | 1   | 0  | — | — | — | — | — |
| 2014–2015   | Salmon Arm Silverbacks   | BCHL        | 57  | 6  | 14 | 20  | 18 | — | — | — | — | — |
| 2015–2016   | Quinnipiac Bobcats       | NCAA        | 43  | 4  | 22 | 26  | 2  | — | — | — | — | — |
| 2016–2017   | Quinnipiac Bobcats       | NCAA        | 38  | 7  | 19 | 26  | 16 | — | — | — | — | — |
| 2017–2018   | Quinnipiac Bobcats       | NCAA        | 37  | 11 | 14 | 25  | 10 | — | — | — | — | — |
| 2018–2019   | Quinnipiac Bobcats       | NCAA        | 36  | 17 | 22 | 39  | 23 | — | — | — | — | — |
| 2019–2020   | Charlotte Checkers       | AHL         | 52  | 6  | 25 | 31  | 22 | — | — | — | — | — |
|             | Springfield Thunderbirds | AHL         | 5   | 2  | 2  | 4   | 2  | — | — | — | — | — |
| 2020–2021   | Syracuse Crunch          | AHL         | 15  | 3  | 4  | 7   | 4  | — | — | — | — | — |
| 2021–2022   | Florida Panthers         | NHL         | 1   | 0  | 0  | 0   | 2  | — | — | — | — | — |
|             | Charlotte Checkers       | AHL         | 3   | 0  | 1  | 1   | 4  | — | — | — | — | — |
| NHL totalt  | NHL totalt               | NHL totalt  | 1   | 0  | 0  | 0   | 2  | — | — | — | — | — |
| AHL totalt  | AHL totalt               | AHL totalt  | 75  | 11 | 32 | 43  | 32 | — | — | — | — | — |
| NCAA totalt | NCAA totalt              | NCAA totalt | 154 | 39 | 77 | 116 | 51 | — | — | — | — | — |